# Von Johannes-Wassersprung und Caspar-Wassersprung
Von Johannes-Wassersprung und Caspar-Wassersprung ist ein Märchen (ATU 303). Es stand in den Kinder- und Hausmärchen der Brüder Grimm nur in der 1. Auflage von 1812 an Stelle 74 (KHM 74a).

## Inhalt
Ein König lässt seine Tochter allein im Wald wohnen, nur mit Jungfrauen. Dort trinkt sie aus einer Quelle und gebiert daraufhin Johannes-Wassersprung und Caspar-Wassersprung, die sich völlig gleichen. Der König lässt die beiden Jungen Jäger werden. Sie bekommen je einen silbernen Stern, ein Pferd und einen Hund mit und treffen zwei Hasen und zwei Bären, die ihnen folgen zum Lohn für ihre Schonung. Als sich die Brüder trennen, stoßen sie zwei Messer in einen Baum. Johannes-Wassersprung besiegt mithilfe der Tiere einen Drachen, doch ein Kutscher ersticht ihn, als er sich vom Kampf ausruht, nimmt des Drachen Köpfe als Wahrzeichen und soll dafür die Prinzessin bekommen. Die Tiere sehen, wie Ameisen ihre Toten mit Eichensaft bestreichen, und machen auf die gleiche Weise ihren Herrn wieder lebendig. Die Prinzessin gibt den Tieren Braten und Wein mit und lässt sie ihre Diener zu ihm führen, dass er zur Hochzeit eingeladen wird. Dort beweist er mithilfe der herausgeschnittenen Drachenzungen sein Anrecht und wird ihr Mann. Auf der Jagd verfolgt er einen Hirsch mit silbernem Geweih zu einer alten Frau, die ihn versteinert. Caspar-Wassersprung sieht es an dem Messer, kommt in die Stadt, wo er für seinen Bruder gehalten wird, findet und erlöst ihn. Die Braut behält Johannes-Wassersprung, weil sie ihm zuerst um den Hals fällt.

## Herkunft und Vergleiche
Das Märchen stammt von Friederike Mannel aus Allendorf (1808). Die erhaltene Niederschrift der Brüder Grimm von fremder Hand ist knapper als die Druckfassung, aber inhaltlich identisch. Es wird später nur noch in der Anmerkung zu dem sehr ähnlichen, aber ausführlicheren KHM 60 Die zwei Brüder als „vierte hessische Erzählung“ erwähnt. Vergleiche weiterhin KHM 85 Die Goldkinder, KHM 111 Der gelernte Jäger, KHM 104a Die treuen Tiere.
Friederike Mannel war Pfarrerstochter, der Name Johannes lässt an Johannes den Täufer denken. Das Motiv der Opferung und Errettung einer Jungfrau vor einem Drachen findet sich etwa im antiken Perseus-Mythos oder auch in der Legende des Heiligen Georg etwa in der Version der Legenda aurea, andere Motive sind etwa in der Tristan-Sage vorgeformt.